# 알제리 여권

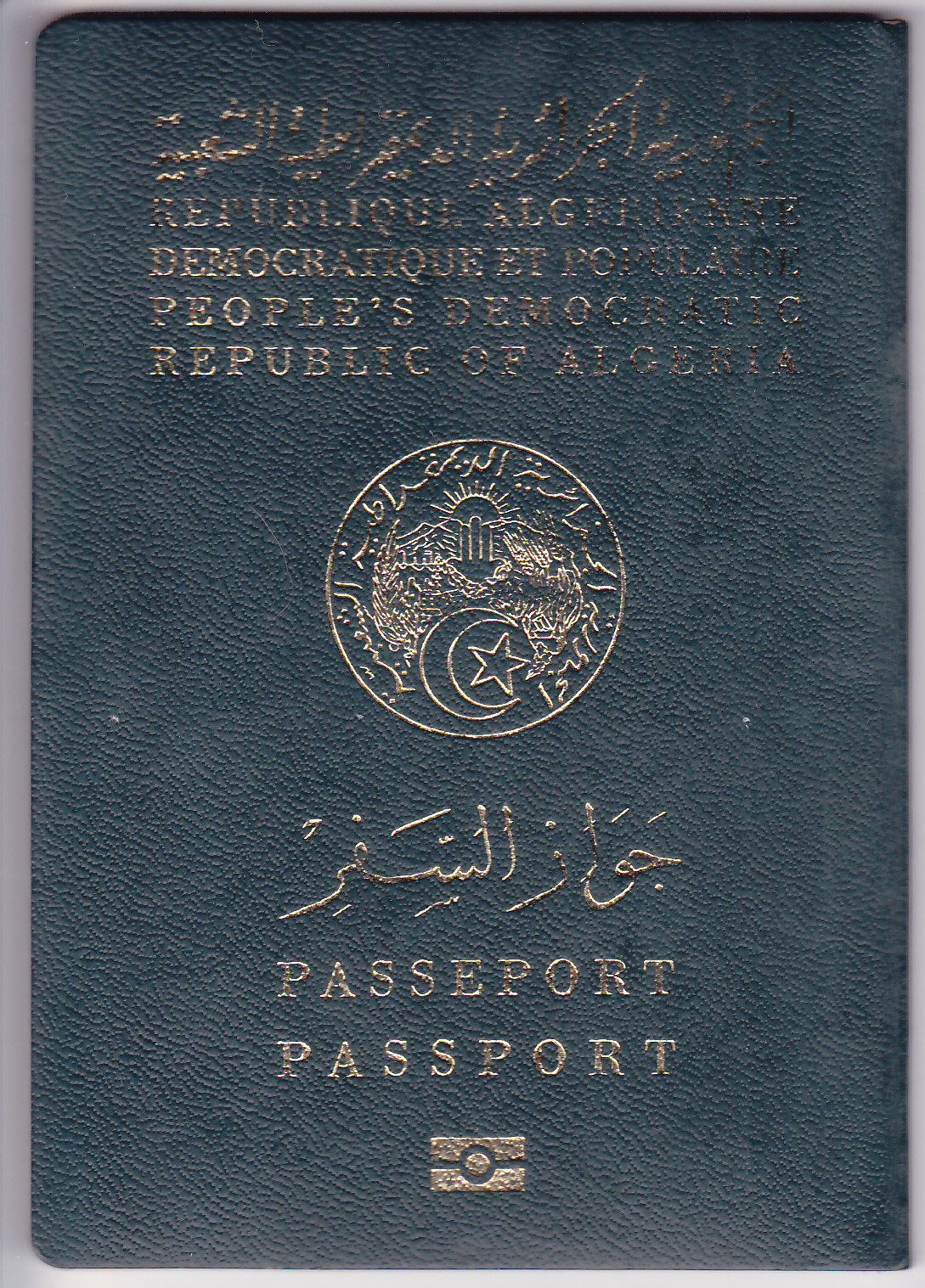
알제리 여권

알제리 여권은 알제리가 국적인 사람이 해외를 여행할 경우 필요한 여권이다.